# منطقه ایلوکوس
منطقه ایلوکوس (به لاتین: Ilocos Region) یک منطقهٔ مسکونی در فیلیپین است که در Luzon واقع شده‌است. منطقه ایلوکوس ۱۳٬۰۱۲٫۶۰ کیلومتر مربع مساحت دارد.